# Apeadero de Amial
El Apeadero de Amial, también conocido como Ameal, es una plataforma ferroviaria de la Línea del Norte, que sirve a la localidad de Ameal, en el Municipio de Coímbra, en Portugal.

## Descripción
Este apeadeiro tiene acceso por la Calle de la Portela, en la población de Aliseda.

## Historia
Este apeadeiro se sitúa en el trozo de la Línea del Norte entre las estaciones de Soure y Taveiro, que entró en servicio el 7 de julio de 1864.
En la noche del 15 de noviembre de 1953, una locomotora que estaba siendo aprovisionada en la estación de Alfarelos comenzó a desplazarse sola, habiendo corrido sin control durante cerca de 10 km hasta que fue alcanzada en el Apeadeiro de Amial, que la llevó hasta a la estación de Taveiro.